# Diopatra obliqua
Diopatra obliqua är en ringmaskart som beskrevs av Hartman 1944. Diopatra obliqua ingår i släktet Diopatra och familjen Onuphidae. Inga underarter finns listade i Catalogue of Life.